# Paul Reiser
Paul Reiser (ur. 30 marca 1957 w Nowym Jorku) – amerykański aktor, pisarz i komik.
Studiował muzykę w Binghamton University, gdzie występował w uczelnianym teatrze. Reiser odkrył swoje powołanie, gdy występował w nowojorskich klubach komediowych. Jego filmowa kariera rozpoczęła się w 1982 roku filmem Diner. Film wylansował też takich aktorów, jak: Kevin Bacon, Steve Guttenberg i Mickey Rourke. W 1984 zagrał w Gliniarzu z Beverly Hills, a trzy lata później w drugiej części filmu. Wystąpił też między innymi w Obcy – decydujące starcie i Bye Bye, Love. Dalszy rozgłos przyniosła mu rola Paula Buchmana w serialu Szaleję za tobą, u boku Helen Hunt. Za tę rolę był nominowany między innymi do Złotego Globu i Emmy.
Reiser napisał 2 książki: Couplehood o życiu w związkach oraz Babyhood o swoich doświadczeniach ojcowskich.